# Anton Dahlberg
Anton Carl Diderik Dahlberg (Växjö, 10 de mayo de 1985) es un deportista sueco que compite en vela en las clases Europe y 470.
Participó en cinco Juegos Olímpicos de Verano, entre los años 2008 y 2024, obteniendo dos medallas, plata en Tokio 2020, en la clase 470 (junto con Fredrik Bergström), y bronce en París 2024, en la clase 470 mixto (con Lovisa Karlsson), y el sexto lugar en Río de Janeiro 2016, en la clase 470.
Ganó tres medallas en el Campeonato Mundial de 470 entre los años 2017 y 2021, y cinco medallas en el Campeonato Europeo de 470 entre los años 2018 y 2023. Además, obtuvo una medalla de plata en el Campeonato Europeo de Europe de 2005.

## Palmarés internacional
| Campeonato Europeo | Campeonato Europeo   | Campeonato Europeo | Campeonato Europeo |
| Año                | Lugar                | Medalla            | Clase              |
| ------------------ | -------------------- | ------------------ | ------------------ |
| 2005               | Helsinki (Finlandia) | Medalla de plata   | Europe             |

| Juegos Olímpicos   | Juegos Olímpicos     | Juegos Olímpicos  | Juegos Olímpicos |
| Año                | Lugar                | Medalla           | Clase            |
| ------------------ | -------------------- | ----------------- | ---------------- |
| 2020               | Tokio (Japón)        | Medalla de plata  | 470              |
| 2024               | París (Francia)      | Medalla de bronce | 470 mixto        |
| Campeonato Mundial |                      |                   |                  |
| Año                | Lugar                | Medalla           | Clase            |
| 2017               | Salónica (Grecia)    | Medalla de plata  | 470              |
| 2019               | Enoshima (Japón)     | Medalla de bronce | 470              |
| 2021               | Vilamoura (Portugal) | Medalla de oro    | 470              |
| Campeonato Europeo |                      |                   |                  |
| Año                | Lugar                | Medalla           | Clase            |
| 2018               | Burgas (Bulgaria)    | Medalla de oro    | 470              |
| 2019               | San Remo (Italia)    | Medalla de oro    | 470              |
| 2021               | Vilamoura (Portugal) | Medalla de bronce | 470              |
| 2022               | Çeşme (Turquía)      | Medalla de oro    | 470 mixto        |
| 2023               | San Remo (Italia)    | Medalla de oro    | 470 mixto        |